# Oliviero Gatti
Pour les articles homonymes, voir Gatti.
Oliviero Gatti (né vers 1579 à Plaisance et mort après 1648), est un peintre et un graveur italien.

## Biographie
Les documents biographiques concernant Oliviero Gatti sont rares et l'on en sait peu sur sa vie. Originaire de Plaisance vers 1579, il a été l'élève d'Agostino Carracci.
Il a déménagé à Bologne à une date indéterminée, que plusieurs éléments font entrer en contradiction :
- Dans le coin inférieur gauche de sa gravure Judith mettant la tête d'Holoferne dans un sac que tient une vieille (d'après Il Pordenone), il y a l'inscription Il Pordenone Invent. et Pense nella Chiesa di Santa Maria di Campagna in Piacenza, et dans le coin inférieur droit : Oliviero Gatti Piacentino Fece MDCVI, ce qui indiquerait qu'il était toujours à Plaisance (ou qu'il y serait retourné) en 1606.
- En 1626, il est admis à la Compagnie des peintres de Bologne (Compagnia dei Pittori de Bologne), payant 20 lires au lieu des 40 lires que les étrangers avaient à payer. Cette remise dépendait de sa présence dans la ville depuis plus de trente ans. Cela signifie qu'il aurait déménagé de Plaisance à Bologne en 1596 à environ 17 ans[2].

Par ailleurs, on sait qu'à la mort de Carracci en 1602, Gatti entre dans l'atelier de Giovanni Valesio (it) (1585-1650), un artiste bolonais qui jouissait d'une grande estime parmi ses contemporains. Ses dernières gravures datent de 1628.
Sa date de décès est incertaine, bien qu'il semble qu'il ait travaillé dans la ville de Bologne jusqu'à sa mort vers 1648.

## Œuvres

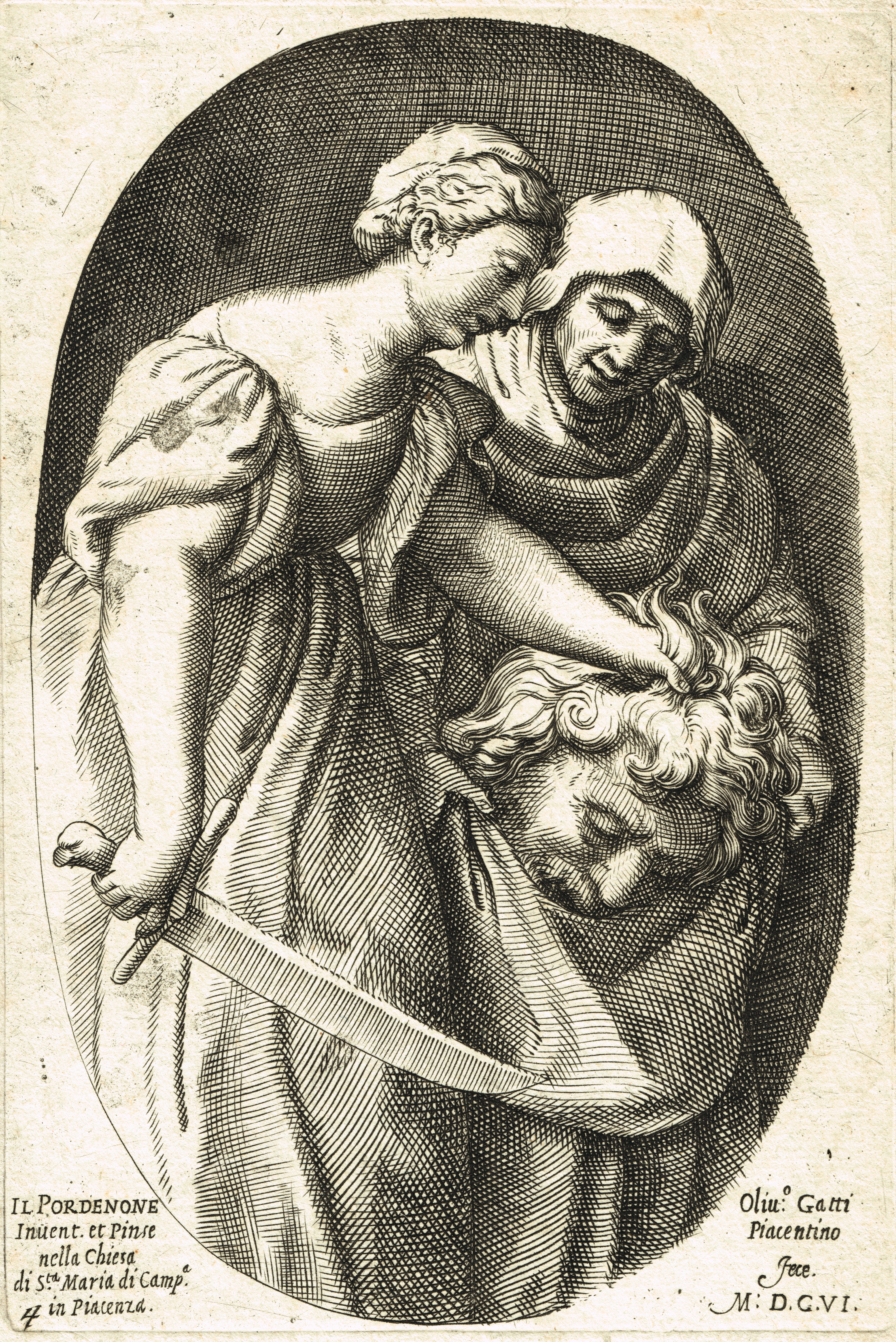
Judith mettant la tête d’Holoferne dans un sac que tient une vieille, 1606.

Adam von Bartsch a publié 140 œuvres de Gatti, parmi lesquelles figurent les œuvres les plus significatives, tandis que Bertelà et Ferrara ont publié 86 enregistrements, dont 23 ne sont pas mentionnés par Bartsch.
- Judith mettant la tête d’Holoferne dans un sac que tient une vieille (1606), d'après Il Pordenone
- Augustins (1614)[3]
- Emblemata (1628)[4]